# Paepalanthus fuscoater
Paepalanthus fuscoater är en gräsväxtart som beskrevs av Friedrich August Körnicke. Paepalanthus fuscoater ingår i släktet Paepalanthus och familjen Eriocaulaceae. Inga underarter finns listade i Catalogue of Life.